# Ilhas Virgens Americanas nos Jogos Olímpicos de Verão de 2012
As Ilhas Virgens Americanas competiram nos Jogos Olímpicos de Verão de 2012, que aconteceram na cidade de Londres, no Reino Unido.

## Desempenho

### Atletismo
Eventos com atletas classificados por padrão A (três atletas)
- Nenhum

Eventos com atletas classificados por padrão A (dois atletas)
- Nenhum

Eventoa com atletas classificados por padrão A (um atleta)
- 200 m masculino

Eventos com atletas classificados por padrão B (um atleta)
- nenhum